# Немра, Хейли
Хейли Немра (англ. Haley Nemra; 4 октября 1989, Сиэтл) — легкоатлетка, специализирующаяся в беге на 800 метров и представляющая на международных стартах Маршалловы острова. Участница двух Олимпийских игр.

## Карьера
В 2006 году Хэйли Немра завоевала две бронзовые медали на молодёжном первенстве Океании на дистанциях в 800 и 1500 м. Через два года она попала в сборную Маршалловых островов, которая впервые в истории участвовала в Олимпийских играх.
В состязаниях на восьмисотметровке Немпра заняла последнее место в своём забеге, показав время 2:18.83 и проиграв 18 секунд победительнице забега. Медленнее неё дистанцию пробежала лишь представительница Мальдивских островов Айшат Риша.
В 2010 году Немра завоевала серебро на чемпионате Океании, а на Играх Микронезии, которые проходили в Палау она завоевала четыре медали, в том числе золотую на дистанции 800 метров.
В 2012 году Немра вновь вошла в Олимпийскую сборную Маршалловых островов. При этом она стала единственной из команды 2008 года, оставшейся в сборной. На церемонии открытия она несла флаг сборной. В состязаниях на дистанции 800 метров Немра показала результат 2:14.90 и заняла в своём забеге предпоследнее место.